# Referéndum sobre la Constitución de Portugal en 1933
El referéndum constitucional en Portugal de 1933 se celebró el 19 de marzo de dicho año para consultar a los electores sobre la aprobación de la constitución política de la República Portuguesa.
La consulta se llevó a cabo con la seguridad pública militarizada, bajo censura y con propaganda política en favor del orden y de la obediencia. Como ejemplo de los eslóganes presentes en los carteles y folletos que apelaban a la participación de los electores, se puede incluir el siguiente: «¡Portugueses! ¿Queréis el desorden y la indisciplina, o la disciplina y el orden? Si sois favorables al orden, ¡votad favorablemente a la nueva constitución!»
La creación de un partido único (Unión Nacional) eliminó la oposición política.
Aunque el voto era obligatorio, hubo 487 364 abstenciones, que se contaron como votos a favor de la nueva Constitución. El derecho al voto para las mujeres fue reconocido expresamente en 1931, pero en condiciones más restrictas que las previstas para los hombres.
La Constitución establecía la elección del presidente de la República por sufragio universal directo, por períodos de siete años. También regulaba las normas de funcionamiento del Parlamento, del Gobierno y de los tribunales, así como los poderes del presidente. Del mismo modo establecía la elección de los diputados a la Asamblea Nacional por sufragio directo, pero no hacía ninguna referencia en cuanto a la formación de partidos políticos. La nueva Constitución garantizaba la libertad religiosa y la separación de Iglesia y Estado, pero prohibía los cultos «incompatibles con la vida, la integridad física humana o las buenas costumbres». Prohibía asimismo la elección a la presidencia de familiares próximos de la familia real y dedicaba una atención especial a los asuntos relacionados con las colonias, las familias, las finanzas públicas y la defensa nacional, entre otros.

## Resultados
| Referéndum sobre la Constitución Portuguesa de 1933 ¿Aprueba usted la Constitución política de la República Portuguesa?               |         |           |       |             |
| Datos | Postura | Votos     | %     | Fuentes     |
| - Censo: 1 299 720 - Votantes: 812 356 (62,50%) - Abstención: 487 364 (37,50%) - Válidos: 811 690 (99,91%) - Votos nulos: 666 (0,09%) | Sí      | 1 292 864 | 99,52 | [ 3 ] [ 2 ] |
| - Censo: 1 299 720 - Votantes: 812 356 (62,50%) - Abstención: 487 364 (37,50%) - Válidos: 811 690 (99,91%) - Votos nulos: 666 (0,09%) | No      | 6190      | 0,48  | [ 3 ] [ 2 ] |